# Leichtathletik-Weltmeisterschaften 2022/Teilnehmer (Portugal)
| Goldmedaillen | Silbermedaillen | Bronzemedaillen |
| ------------- | --------------- | --------------- |
| 1             | –               | –               |

Der portugiesische Leichtathletikverband Federação Portuguesa de Atletismo (FPA) nominierte 23 Athletinnen und Athleten für die Leichtathletik-Weltmeisterschaften 2022 in Eugene.

## Medaillengewinner
| Medaille | Athlet         | Disziplin  |
| -------- | -------------- | ---------- |
| Gold     | Pedro Pichardo | Dreisprung |

## Ergebnisse

### Männer

#### Laufdisziplinen
| Athlet      | Disziplin   | Vorlauf     | Vorlauf | Halbfinale | Halbfinale | Finale       | Finale |
| Athlet      | Disziplin   | Zeit        | Platz   | Zeit       | Platz      | Zeit         | Platz  |
| ----------- | ----------- | ----------- | ------- | ---------- | ---------- | ------------ | ------ |
| Isaac Nader | 1500 m      | 3:42,81 min | 13      | DNQ        | DNQ        | –            | –      |
| Rui Coelho  | 35 km Gehen |             |         |            |            | 2:44:55 h SB | 39     |
| João Vieira | 35 km Gehen |             |         |            |            | DNF          | DNF    |

#### Sprung/Wurf
| Athlet          | Disziplin   | Qualifikation | Qualifikation | Finale     | Finale |
| Athlet          | Disziplin   | Weite/Höhe    | Platz         | Weite/Höhe | Platz  |
| --------------- | ----------- | ------------- | ------------- | ---------- | ------ |
| Tiago Pereira   | Dreisprung  | 16,69 m       | 11            | 16,69 m    | 10     |
| Pedro Pichardo  | Dreisprung  | 17,16 m       | 01            | 17,95 m WL | Gold   |
| Tsanko Arnaudov | Kugelstoßen | 19,93 m       | 17            | DNQ        | DNQ    |
| Leandro Ramos   | Speerwurf   | 77,34 m       | 22            | DNQ        | DNQ    |

### Frauen

#### Laufdisziplinen
| Athletin         | Disziplin    | Vorlauf         | Vorlauf | Halbfinale | Halbfinale | Finale       | Finale |
| Athletin         | Disziplin    | Zeit            | Platz   | Zeit       | Platz      | Zeit         | Platz  |
| ---------------- | ------------ | --------------- | ------- | ---------- | ---------- | ------------ | ------ |
| Lorène Bazolo    | 100 m        | 11,44 s         | 06      | DNQ        | DNQ        | –            | –      |
| Lorène Bazolo    | 200 m        | 23,41 s         | 06      | DNQ        | DNQ        | –            | –      |
| Cátia Azevedo    | 400 m        | 51,55 s         | 05      | 51,79 s    | 07         | DNQ          | DNQ    |
| Marta Pen        | 1500 m       | 4:08,58 min     | 07      | DNQ        | DNQ        | –            | –      |
| Mariana Machado  | 5000 m       | 15:18,09 min PB | 12      |            |            | DNQ          | DNQ    |
| Vera Barbosa     | 400 m Hürden | 56,79 s         | 07      | DNQ        | DNQ        | –            | –      |
| Ana Cabecinha    | 20 km Gehen  |                 |         |            |            | 1:30:29 h SB | 09     |
| Carolina Costa   | 20 km Gehen  |                 |         |            |            | 1:36:31 h    | 25     |
| Inês Henriques   | 20 km Gehen  |                 |         |            |            | 1:38:32 h    | 32     |
| Inês Henriques   | 35 km Gehen  |                 |         |            |            | 2:51:12 h SB | 13     |
| Vitória Oliveira | 35 km Gehen  |                 |         |            |            | 2:57:37 h    | 19     |
| Sandra Silva     | 35 km Gehen  |                 |         |            |            | 3:17:23 h PB | 35     |

#### Sprung/Wurf
| Athletin        | Disziplin   | Qualifikation | Qualifikation | Finale     | Finale |
| Athletin        | Disziplin   | Weite/Höhe    | Platz         | Weite/Höhe | Platz  |
| --------------- | ----------- | ------------- | ------------- | ---------- | ------ |
| Evelise Veiga   | Weitsprung  | 6,54 m        | 15            | DNQ        | DNQ    |
| Patrícia Mamona | Dreisprung  | 14,32 m       | 10            | 14,29 m    | 08     |
| Auriol Dongmo   | Kugelstoßen | 19,38 m       | 03            | 19,62 m    | 05     |
| Jessica Inchude | Kugelstoßen | 18,01 m       | 17            | DNQ        | DNQ    |
| Liliana Cá      | Diskuswurf  | 61,41 m       | 11            | 63,99 m SB | 06     |
| Irina Rodrigues | Diskuswurf  | 57,69 m       | 23            | DNQ        | DNQ    |